# Navă de desant

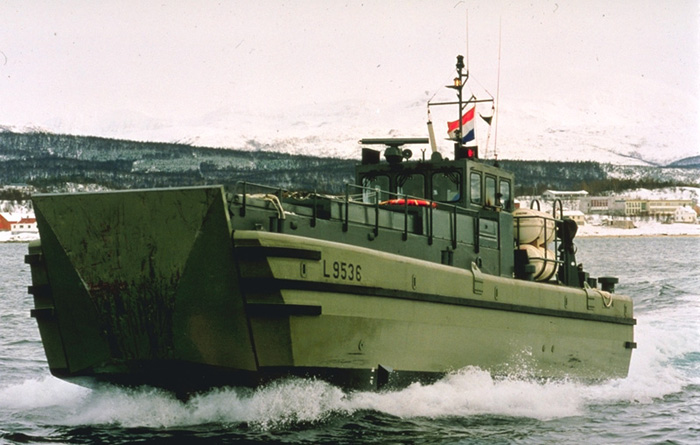
Navă de desant olandeză

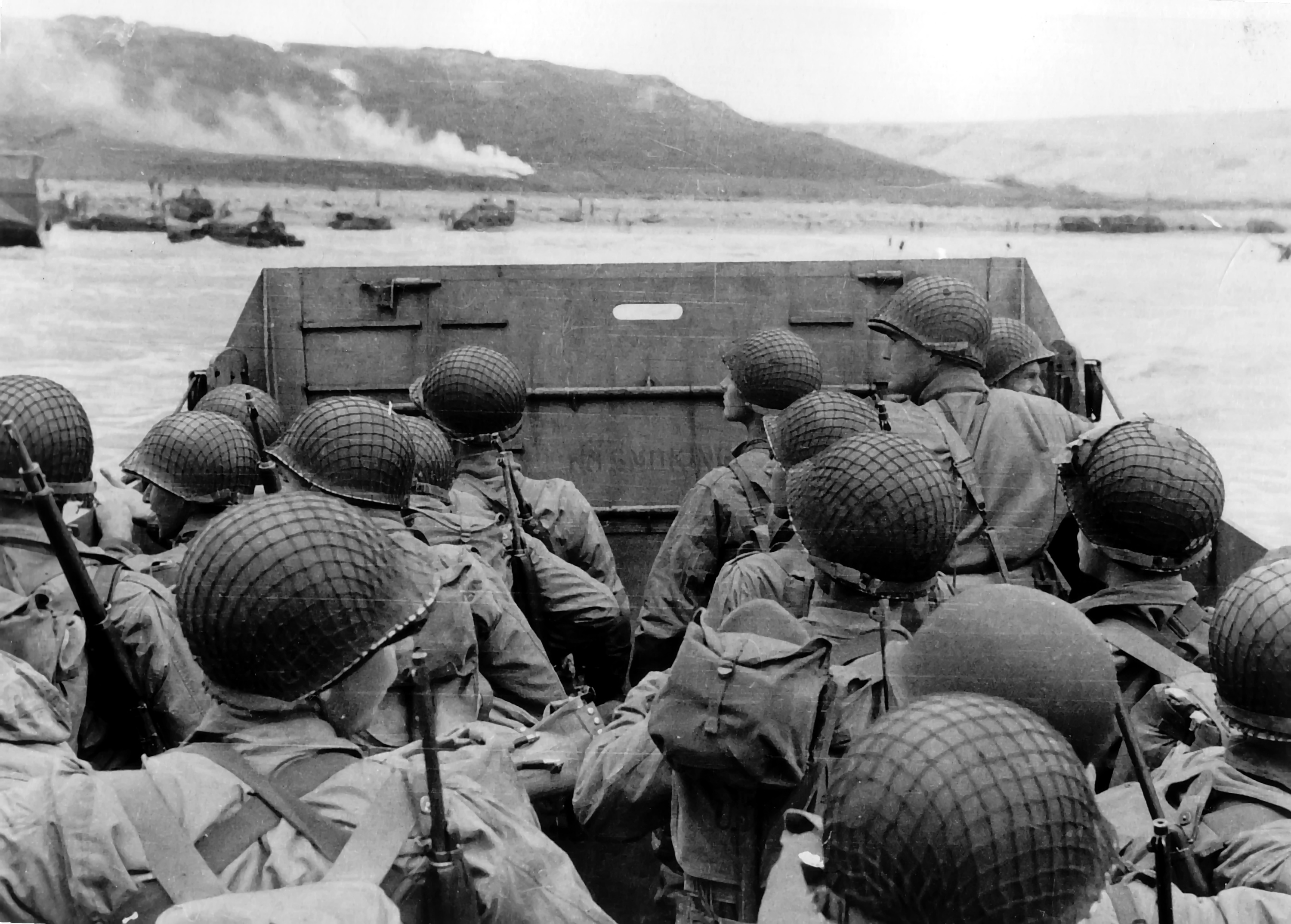
Navă de desant folosită în Invazia Normandiei în cel de-al Doilea Război Mondial.

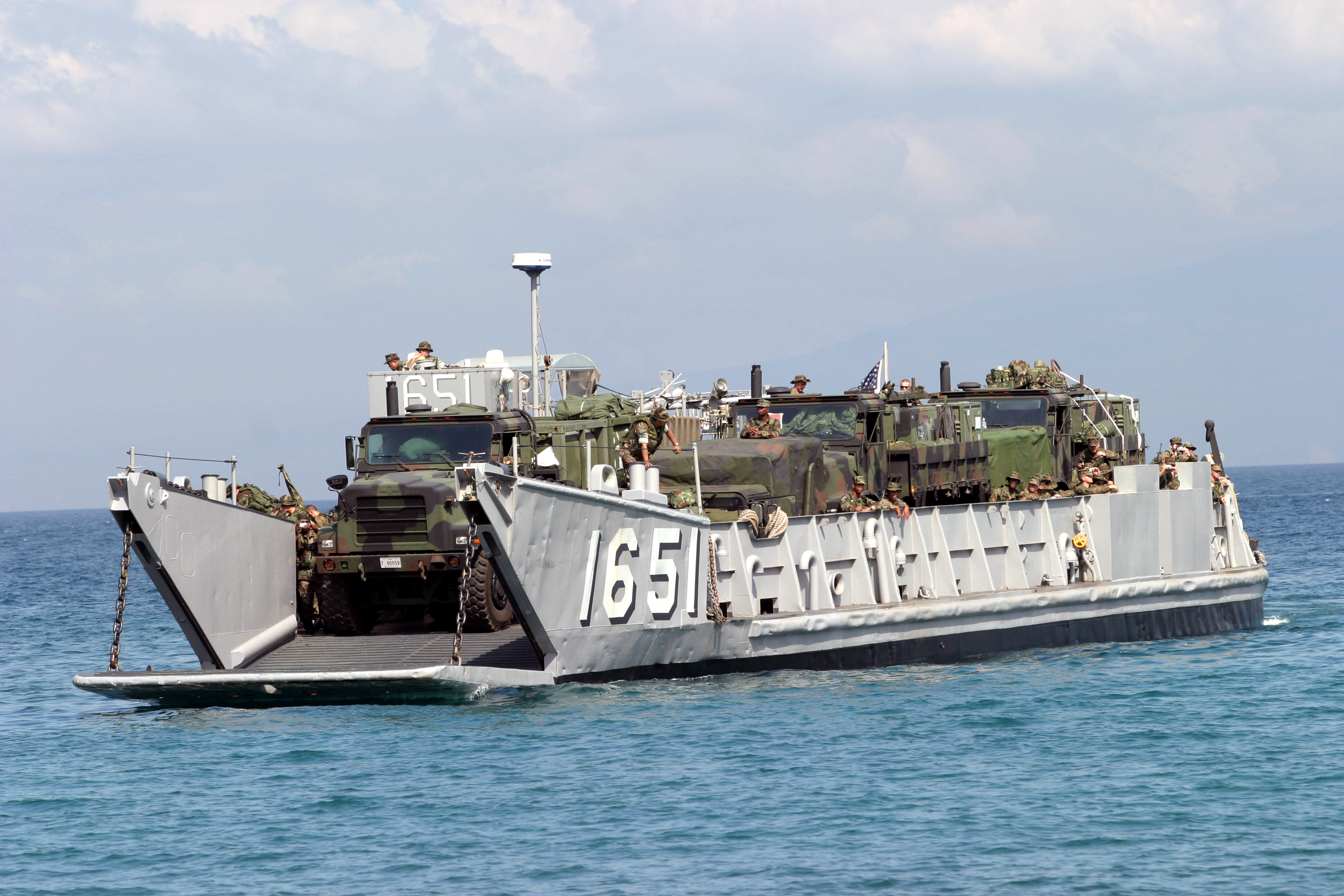
Landing Craft Utility (LCU) al US Navy descarcă provizii și echipamente în cadrul unui exercițiu militar în Filipine.

O navă de desant sau un vas de debarcare este o navă echipată special destinată să faciliteze transportarea pe uscat a forțelor de debarcare, infanteriei și vehiculelor de pe mare pe uscat în timpul unui asalt amfibiu.
Navele de desant au apărut datorită situației create în cel de-al Doilea Război Mondial odată cu invazia americană a Normandiei, când pe țărmul ocupat de inamic trebuia debarcat o mare cantitate de echipament militar și trupe.

## Legături externe
- Navy Fact File: Landing Craft, Air Cushioned Arhivat în 21 decembrie 2007, la Wayback Machine.
- Landing Craft Infantry (LCI) Assn. (usslci.com)
- NavSource.org Landing Craft Infantry (LCI) Data and Photo Index Arhivat în 12 decembrie 2004, la Wayback Machine.
- USS Rankin (AKA-103): Her Landing Craft Arhivat în 15 februarie 2006, la Wayback Machine.